# Kambyo
Kambyo è un film del 2008 diretto da Joselito Altarejos.
Lo stesso regista aveva in precedenza diretto Ang lihim ni Antonio. Il titolo della pellicola, prodotta da Beyond the Box e Viva Digital, significa "cambiamenti" e difatti lungo il corso della vicenda si verificheranno molti cambiamenti interiori nei quattro protagonisti.

## Trama
Un gruppo di quattro amici, tutti ragazzi omosessuali, ha deciso d'intraprendere un viaggio a bordo di un furgoncino, in direzione del mare. Lungo la strada incontreranno varie difficoltà ed inconvenienti che li aiuteranno a maturare e ad accettarsi maggiormente nella loro qualità di maschi attratti da altri maschi.
Uno dei ragazzi è in cerca del suo migliore amico ai tempi della scuola che non vede da molto tempo e di cui era sempre stato segretamente innamorato; per gli altri (due dei quali sono ufficialmente e felicemente fidanzati) è invece all'inizio solo l'occasione per una vacanza in spiaggia a fare surf. Ma lungo il corso del viaggio si rendono pian piano conto del profondo attaccamento reciproco venutosi a creare tra loro.
Alla fine troveranno quello che stavano inconsapevolmente cercando, rassicurati nei propri obiettivi e rafforzati nel loro Io.